# Parque nacional de las Nacientes del Río Parnaíba
El Parque Nacional del Río Parnaíba (parque nacional das Nascentes do Rio Parnaíba) es un parque nacional brasileño creada por Decreto de 16 de julio de 2002. Está situado en la frontera de los estados de Piauí, Maranhão, Bahía y Tocantins. Su objetivo es garantizar la preservación de los recursos naturales y la diversidad biológica , así como proporcionar la realización de actividades de investigación y desarrollo científico y educación, la recreación y el ecoturismo. Tiene una superficie de 729,813.551 hectáreas. Es administrado por el Instituto Chico Mendes para la Conservación de la Biodiversidad (ICMBio).